# Max Cloupet
Pour les articles homonymes, voir Cloupet.
Le père Max Cloupet, né à Libourne le 30 juillet 1930 et mort le 25 mai 2005 à Libourne, est un pédagogue, éducateur et prêtre français.

## Biographie
Il devient prêtre du diocèse de Bordeaux en 1955. Il est directeur diocésain de l'Enseignement catholique à Bordeaux de 1974 à 1987 et président de l'Assemblée des directeurs diocésains de l'Enseignement catholique français pendant huit ans.
Il est secrétaire général de l'Enseignement catholique français de 1987 à 1994. En 1992 a lieu la promulgation du statut de l'Enseignement catholique par la Conférence des Évêques de France et en 1993 les Assises « Donner du sens à l’École ».
On le connaît principalement pour les accords Lang-Cloupet pour la formation initiale des enseignants du second degré des établissements privés associés à l'État en 1993, dénoncés par les tenants de la laïcité à l'école, également parce qu'il a consolidé le concordat en Alsace-Moselle auquel il a accordé l'alignement de la rémunération des officiers du culte par l'État sur la catégorie A de la fonction publique française, avec le bénéficie des indemnités chômage (Assedic).
Il est recteur de Saint-Louis-des-Français, à Rome, de 1994 à 2005 puis devient archiprêtre de la cathédrale Saint-André de Bordeaux en 2005.